# Beatrice Plummer, Baroness Plummer
Beatrice Plummer, Baroness Plummer (* 14. April 1903; † 13. Juni 1972) war eine britische Politikerin der Labour Party, Landwirtin und Life Peeress.

## Leben und Karriere
Sie wurde am 14. April 1903 als Tochter von Meyer Lapsker geboren.
Später wurde sie in der Landwirtschaft tätig. Beatrice Plummer war eine Friedensrichterin für Essex ab 1947. Plummer war ein Mitglied der Independent Television Authority (ITA) von 1966 bis 1971 und des British Agricultural Export Council.
Sie gehörte der National Farmers Union (NFU) an. Plummer gehörte unter anderem zusammen mit David Steel und Renee Short zu einer Reihe von Persönlichkeiten, die die Forderung eines Komitees nach der völkerrechtlichen Anerkennung der DDR unterstützten.

## Mitgliedschaft im House of Lords
Plummer wurde am 10. Mai 1965 zur Life Peeress als Baroness Plummer, of Toppesfield in the County of Essex ernannt.
Sie war eine der ersten jüdischen Life Peers. Am 2. Juni 1965 erfolgte ihre offizielle Einführung ins House of Lords. Sie vertrat dort die Labour Party.
Ihre Antrittsrede hielt sie am 4. August 1965 zur Finance (No 2) Bill. Im August des gleichen Jahres meldete sie sich wieder zu Wort. Im folgenden Jahr sprach Plummer zur Arbeitskraft in der Zeitungsbranche. 1967 meldete sie sich zur Erhaltung von historischen Gebäuden und zur Consumer Protection Bill [H.L.] zu Wort, 1968 mehrfach zur Agriculture (Miscellaneous Provisions) Bill, sowie zur wirtschaftlichen Situation und der Transport Bill zu Wort. Plummer äußerte sich 1969 zu verschiedenen Bereichen der Landwirtschaft und den vorgeschlagenen Sanktionen gegen Nigeria. 1970 meldete sie sich schriftlich bezüglich des Investments der Commonwealth Development Corporation in Indonesien zu Wort. Im April sprach Plummer zur Agriculture Bill, später im November zu öffentlichen Ausgaben und Wirtschaftspolitik und schließlich im Dezember zu den Marylebone Station Gates, sowie zur Beziehung Großbritanniens zur EG.
Zuletzt meldete sie sich dort am 24. Mai 1971 zu Wort, zum Anstieg der Preise bei Nahrungsmitteln. Auch in diesem Jahr hatte sie dort regelmäßig gesprochen. Dies tat sie in ihrem letzten Lebensjahr nicht mehr.

## Familie und Tod
Sie heiratete 1923 Leslie Plummer. Beatrice Plummer starb am 13. Juni 1972 im Alter von 69 Jahren.